# 克里尼奇基 (戈夏區)
50°43′33″N 26°35′4″E / 50.72583°N 26.58444°E
克里尼奇基（烏克蘭語：Кринички），是烏克蘭西北部的村莊，隸屬里夫內州的里夫內區。該村始建於1800年，面積1.05平方公里，海拔高度195米，2001年人口169，人口密度每平方公里160.7人。